# Río Geer

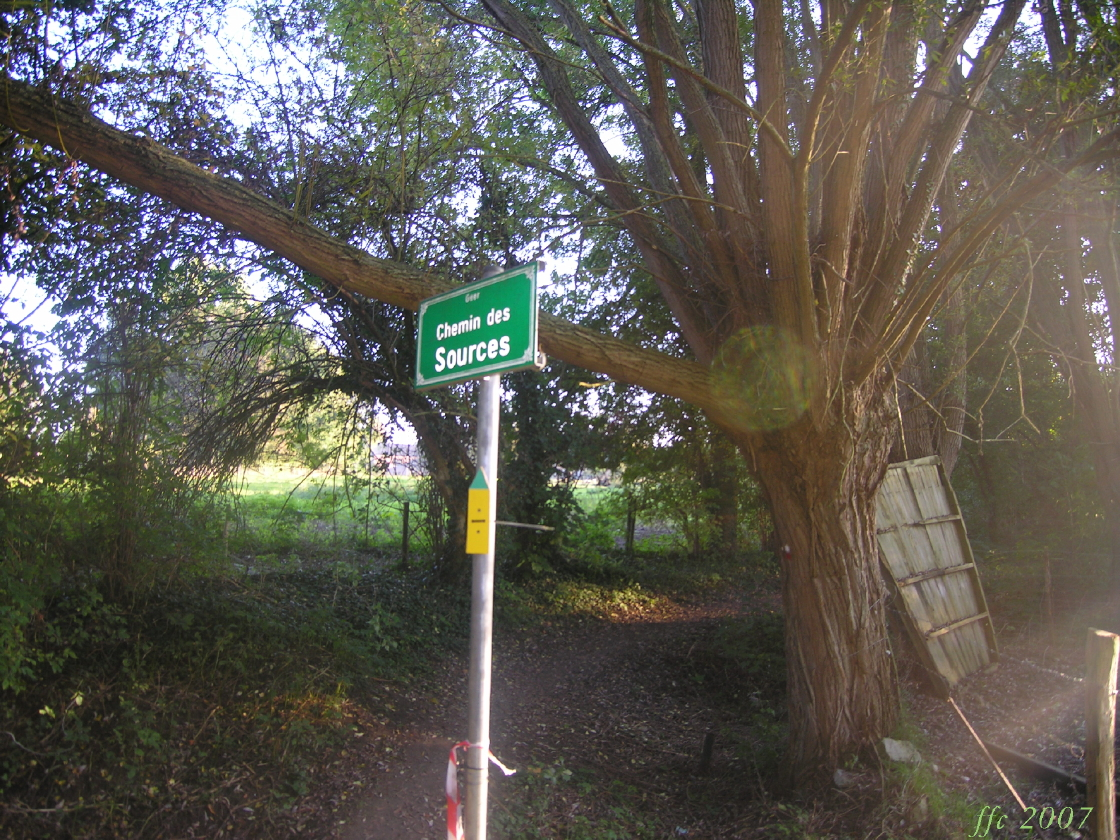
Geer en Lens-Saint-Servais

El río Geer (en valón Djer, neerlandés Jeker) es un corto río de 54 km que nace en Lens-Saint-Servais, atraviesa Waremme, Remicourt, Oreye, Tongeren, Bassenge, crea la frontera belgo-neerlandesa en Kanne, antes de desembocar en el Mosa a Maastricht. Su nombre proviene del gaélico "Yakara", agua clara, y tuvo un valor estratégico para los romanos que se mantuvo en la Edad Media cuando Maastricht se convirtió en una ciudad fortificada.
Hasta 1930, el Geer era muy rico en pesca hasta que la contaminación y las aguas residuales acabaron con casi toda la vida. La construcción del canal Albert y el uso de sus aguas desecaron su valle. Actualmente, se estudian las posibilidades de retomar su cauce natural. 

## Afluentes
- el Faux Geer (Omal)
- el Yerne (Lens-sur-Geer)
- el Mulle (Boëlhe)
- el Lange Beek
- el Bruyère
- el Bacquelaine

## Galería

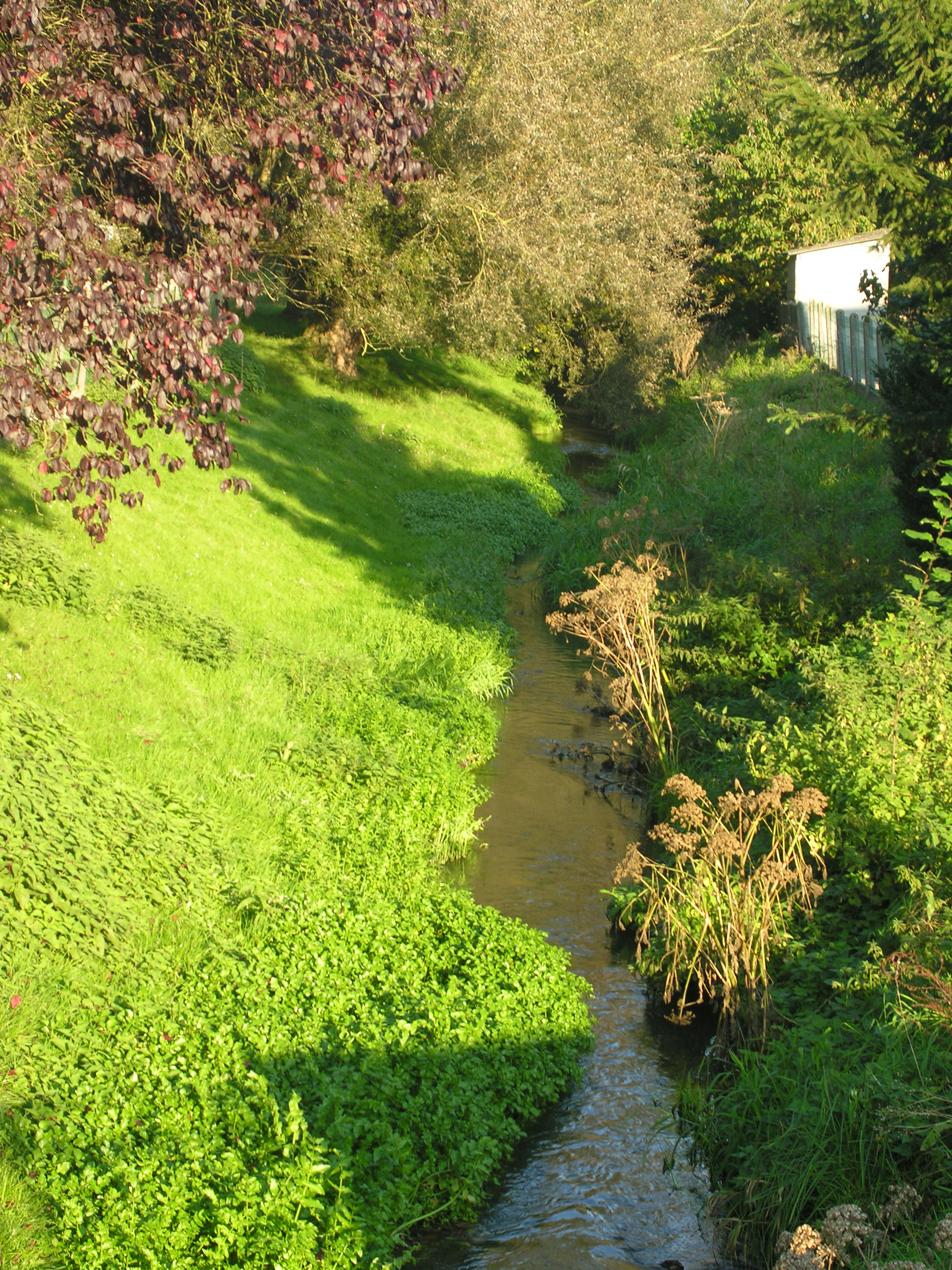
El Geer en el pueblo de Hollogne-sur-Geer
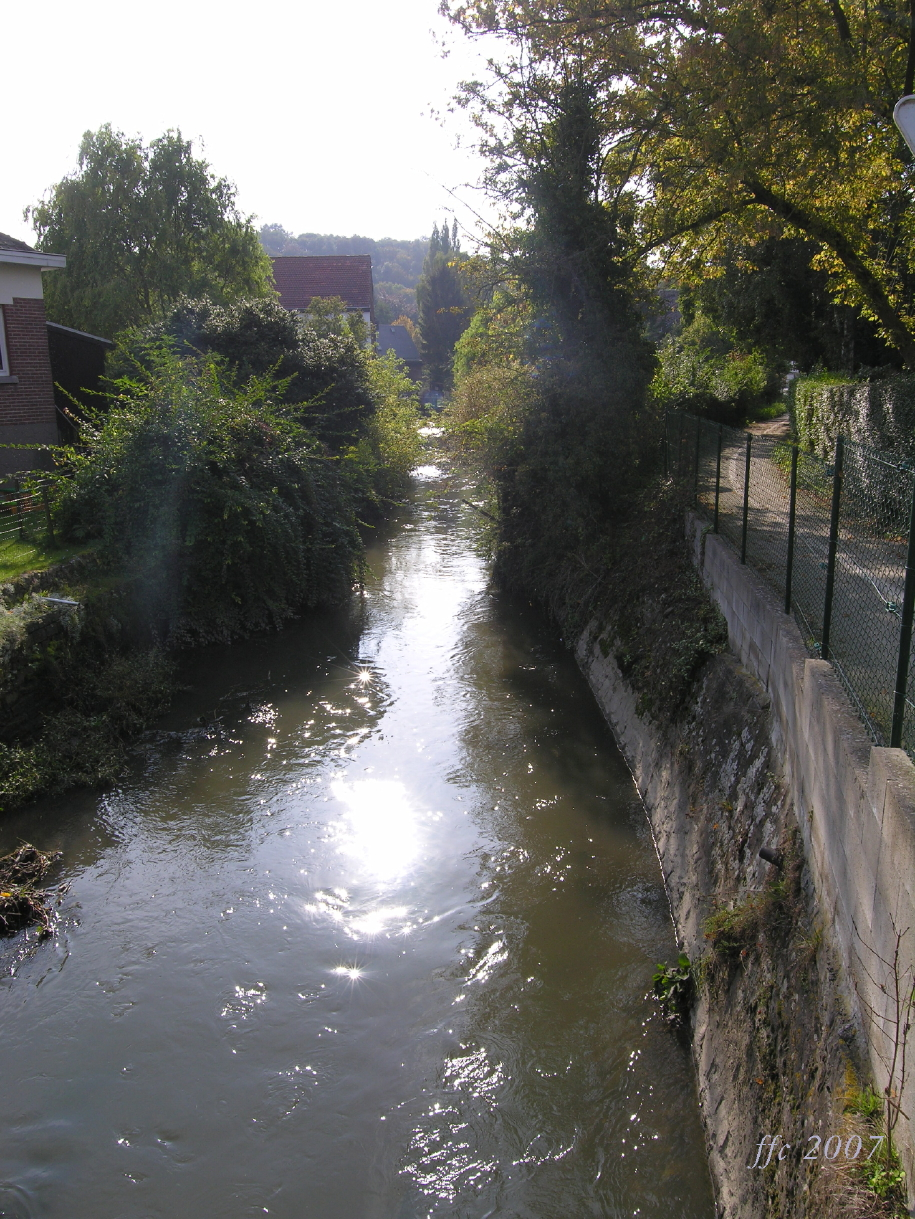
El Geer en Glons (en neerlandés Glaaien)
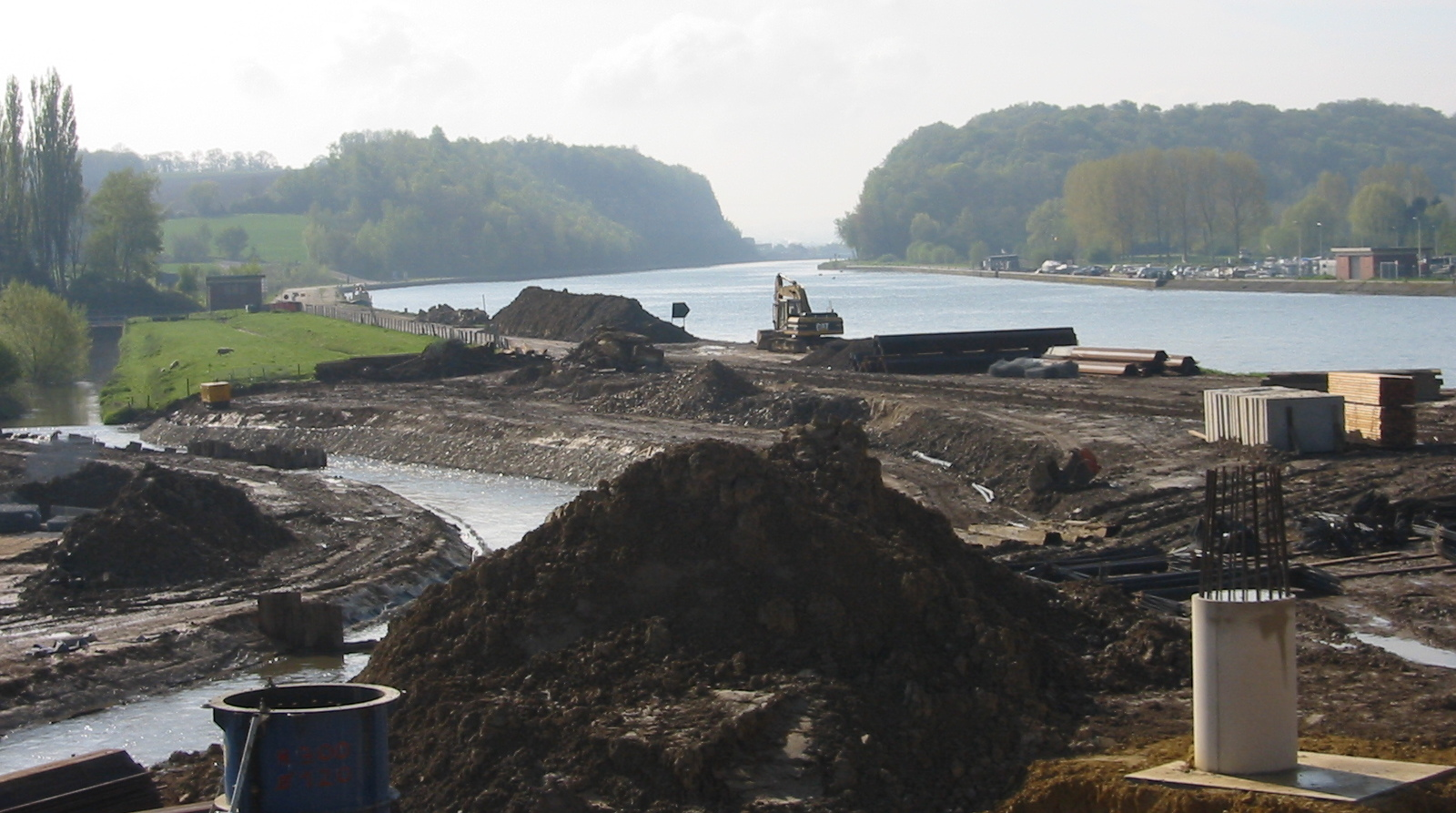
Sifón bajo el canal Albert en Kanne
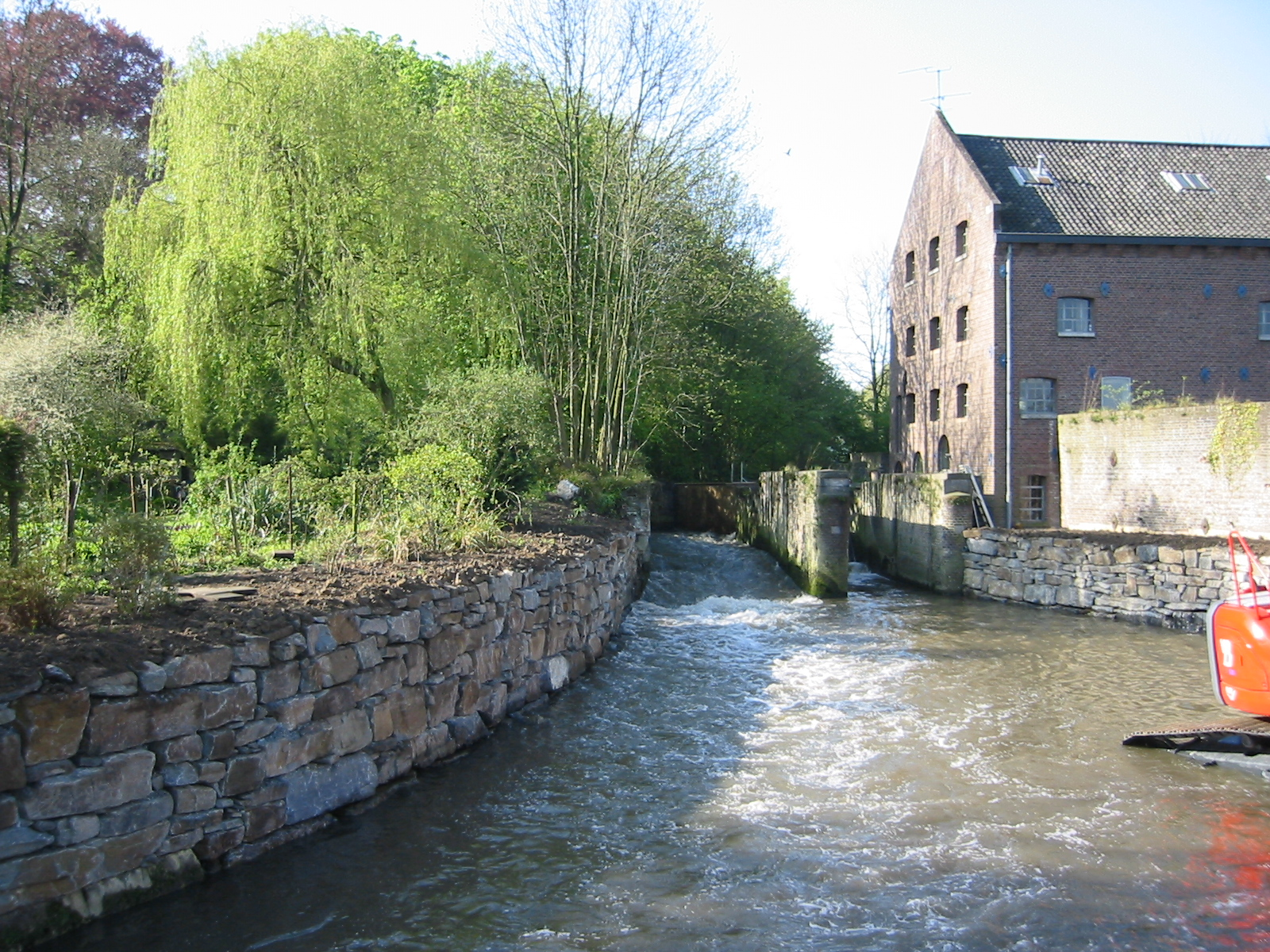
Molino entre Kanne y Maastricht
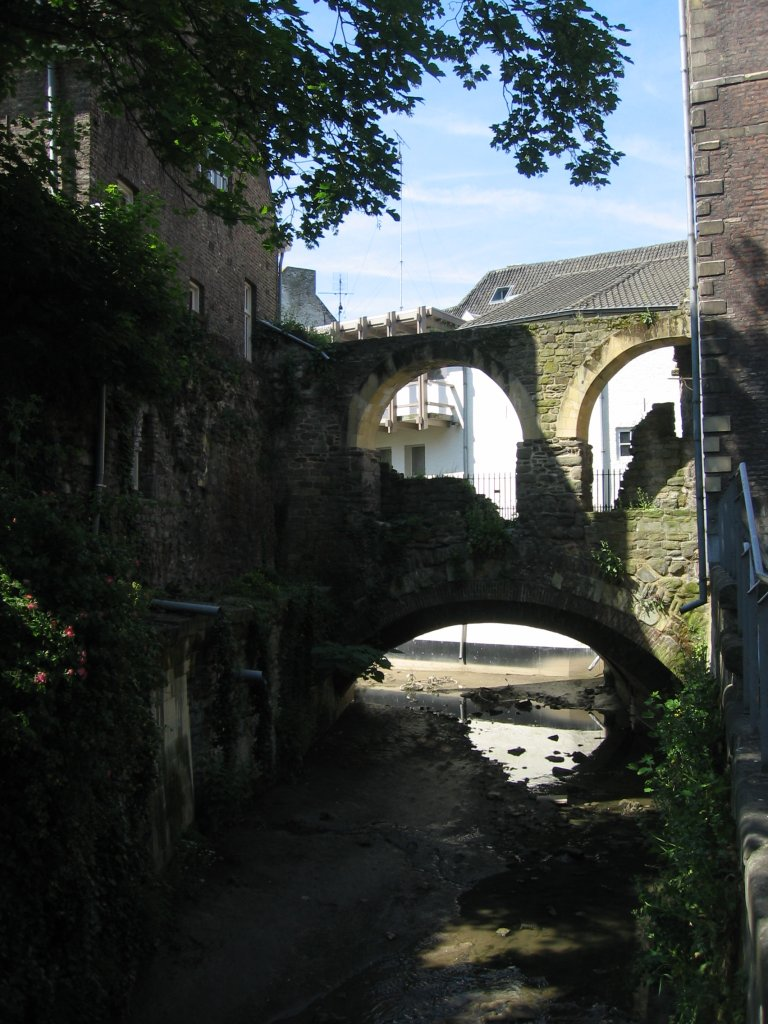
El Geer cerca del Ezelmarkt de Maastricht

- Datos: Q1482210
- Multimedia: Jeker / Q1482210